# Мванза (селище)
Мва́нза (англ. Mwanza) — селище, центральний населений пункт у складі дистрикту Мванза Південного регіону Малаві.
Населення — 18039 осіб (2018, 14226 у 2008, 8189 у 1998, 4743 у 1987).